# Los Frailes (Tasmania)

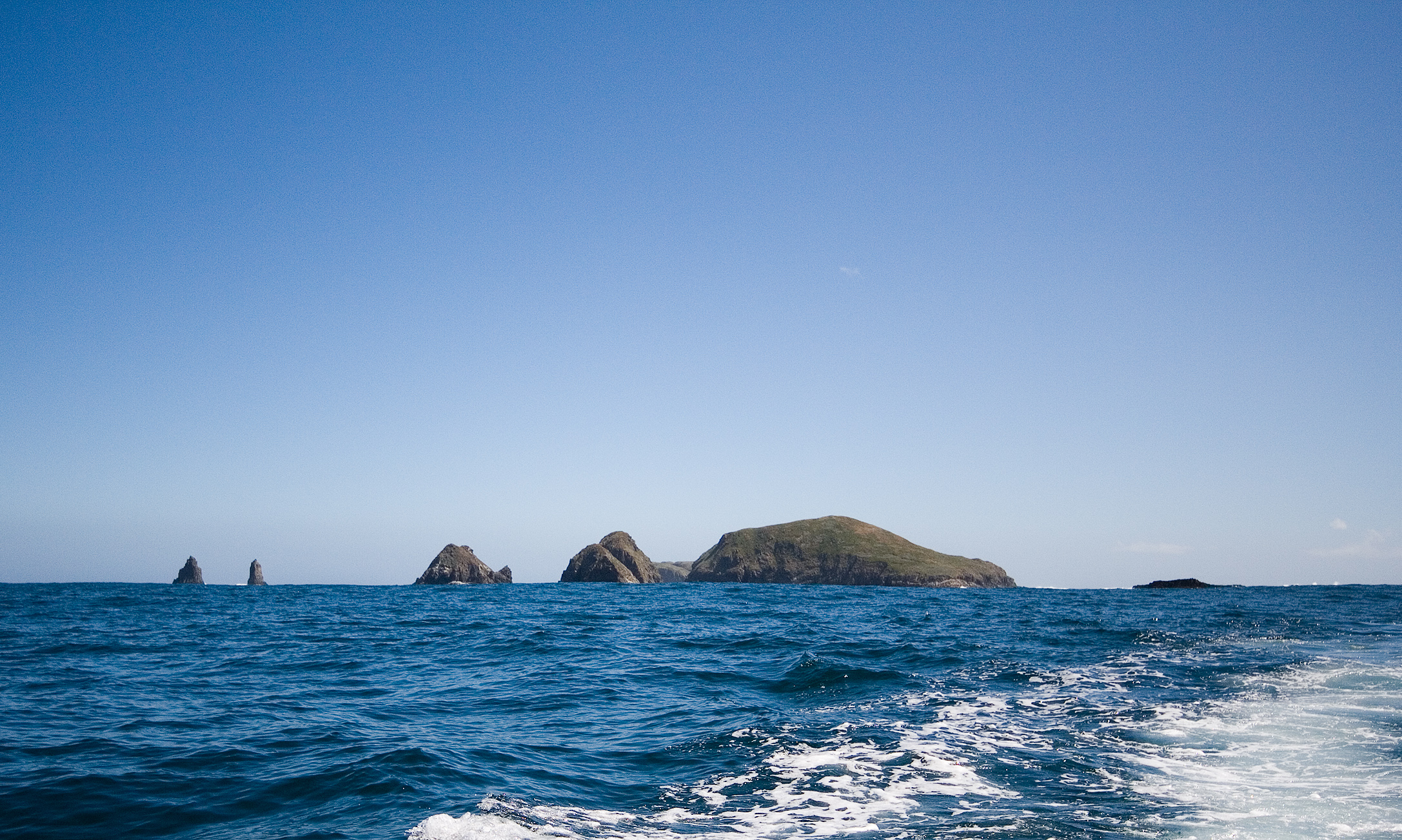
El grupo de Los Frailes.

Los Frailes son cuatro rocas escarpadas de dolerita, con un área combinada de aproximadamente 17 hectáreas (42 acres), en el sudeste de Australia. Son parte del Grupo Islas Actaeon, que se encuentra cerca de la costa sudoriental de Tasmania, en la entrada sur del canal D'Entrecasteaux entre la isla Bruny y el continente. Forman parte del Parque Nacional South Bruny.

El grupo fue llamado los Frailes por Tobias Furneaux en  el barco Aventura en marzo de 1773.

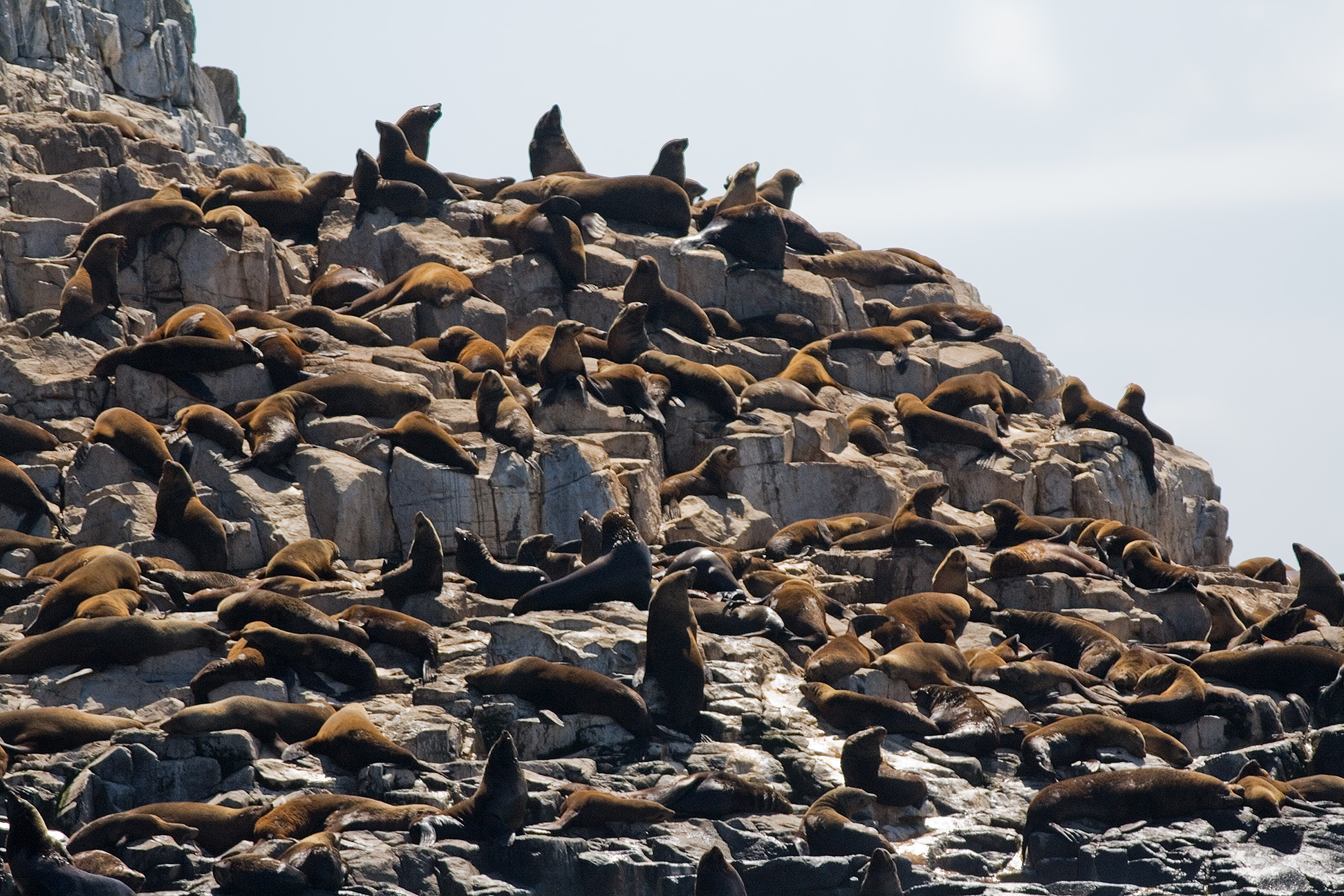
Colonia de lobos marinos australianos en los Frailes

## Fauna
Las especies de aves marinas reproductoras registradas son el pingüino azul, la pardela de cola corta, el prion de hadas y el petrel común. El eslizón metálico está presente. Los lobos marinos australianos, y posiblemente las focas peleteras de Nueva Zelanda, usan las rocas como sitio de descanso.